# Pouligny-Saint-Pierre (Käse)

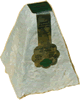
Pouligny Saint-Pierre

Der Pouligny-Saint-Pierre ist ein französischer, aus Ziegenmilch hergestellter Weichkäse. Seine Heimat liegt im Westen des Départements Indre, südlich der mittleren Loire. Seit 1976 ist er als Appellation d’Origine Contrôlée geschützt, seit 1996 auch in Europa ein Produkt mit geschützter Ursprungsbezeichnung.
Auffälligstes Erkennungsmerkmal ist die charakteristische Form einer abgestumpften Pyramide, weswegen er auch gelegentlich „Tour Eiffel“ genannt wird.  Die Seitenlänge am Fuß beträgt mindestens 9 Zentimeter, an der Spitze 3 Zentimeter, die Höhe liegt bei 12,5 Zentimeter und er wiegt etwa 250 Gramm. Die kleinere Variante ist der „Petit Pouligny Saint-Pierre“. Seine Ausmaße sind ebenfalls festgelegt und betragen 7 × 3 × 8,5 Zentimeter.
Für den Pouligny Saint-Pierre wird die Ziegenmilch durch Zugabe von Lab geronnen. Mit einer Schöpfkelle füllt man den Bruch in die pyramidenförmigen Formen. Nach dem Abtropfen, Formen und Salzen wird der Käse zum Trocknen auf Lattenroste oder Strohmatten gelegt. Die Reifung dauert mindestens 2 Wochen, meistens lagert er aber 4 bis 5 Wochen. 
Jung hat der Pouligny Saint-Pierre einen milden, leicht säuerlichen Geschmack, im Laufe der Reifung bekommt der Käse eine ausgeprägte nussig-aromatische Note. Meist wird er nur als ausgereifter Käse angeboten. Sein Fettgehalt beträgt 45 % Fett i. Tr.
Der Pouligny Saint-Pierre schmückt so manche Käseplatte. Er passt ausgezeichnet zu einem Schnittsalat, der mit Walnussöl angemacht ist. Auch in Scheiben aufs Weißbrot geschnitten und leicht gratiniert, lässt er sich warm wunderbar servieren.
Die beste Qualität dieses Käses erhält man von Frühsommer bis in den Spätherbst, wenn die Ziegen auf saftigen Wiesen weiden.